# Saropogon fraternus
Saropogon fraternus là một loài ruồi trong họ Asilidae. Saropogon fraternus được Bigot miêu tả năm 1878.